# Bahnstrecke Angoulême–Montbron–Roumazières
| Endstation in Roumazières-Loubert |                     |                         |                         |
| Streckenlänge: | 67 km               |                         |                         |
| Spurweite: | 1000 mm (Meterspur) |                         |                         |
| |                     |                         |                         |
| \| \| 0 \| Angoulême \| Angoulême \| \| \| \| Vilhonneur \| \| \| \| \| Saint-Sornin (Charente) \| \| \| \| \| Montbron \| \| \| \| \| Écuras \| \| \| \| 67 \| Roumazières \| Roumazières \| |                     |                         |                         |
| Kopfbahnhof Streckenanfang (Strecke außer Betrieb) | 0                   | Angoulême               | Angoulême               |
| Bahnhof (Strecke außer Betrieb) |                     | Vilhonneur              | Vilhonneur              |
| Bahnhof (Strecke außer Betrieb) |                     | Saint-Sornin (Charente) | Saint-Sornin (Charente) |
| Bahnhof (Strecke außer Betrieb) |                     | Montbron                | Montbron                |
| Bahnhof (Strecke außer Betrieb) |                     | Écuras                  | Écuras                  |
| Kopfbahnhof Streckenende (Strecke außer Betrieb) | 67                  | Roumazières             | Roumazières             |

Die Bahnstrecke Angoulême–Montbron–Roumazières wurde 1912–1946 von den Chemins de fer économiques des Charentes als Meterspurbahn im Westen Frankreichs  betrieben. Sie war 67 km lang.
Die Sägemühle von Vilhonneur (erste Station nach Angoulême), in der Steine gesägt wurden, hatte einen eigenen Gleisanschluss. Aufgrund ihres hohen Gütertransportaufkommens wurde in Vilhonneur ein Lokschuppen mit Wasserturm eingerichtet. Die Sägemühle, das Bahnhofsgebäude und der Wasserturm sind heute noch erhalten.

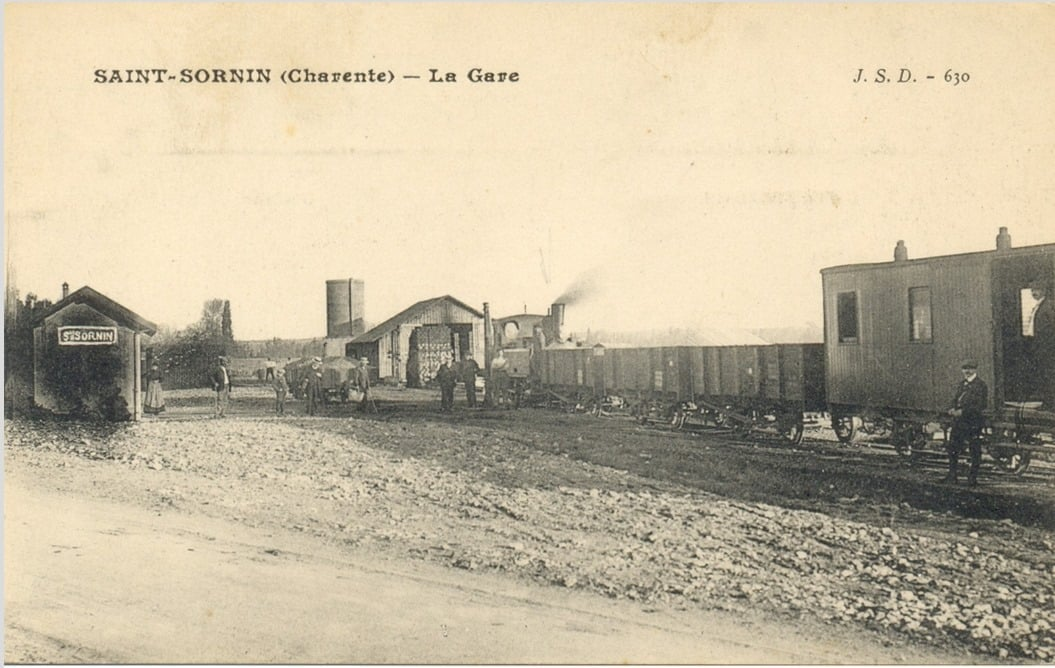
Bahnhof von Saint-Sornin (Charente)
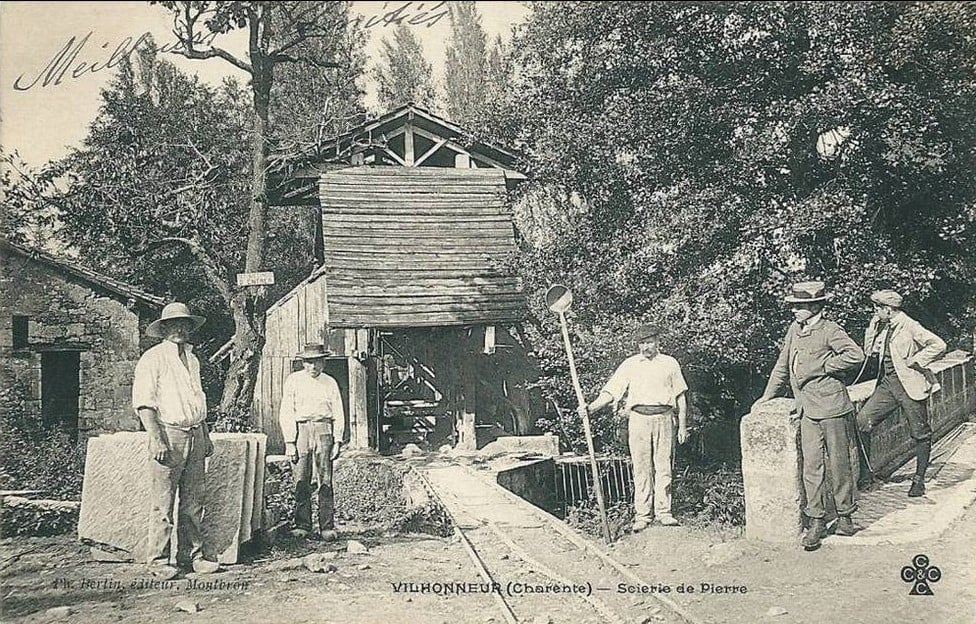
Meterspur-Gleise der Stein-Sägemühle in Vilhonneur